# ورنر گونتور
ورنر گونتور (آلمانی: Werner Günthör؛ زادهٔ ۱ ژوئن ۱۹۶۱) پرتاب‌گر وزنه اهل سوئیس بود.
وی در مسابقات کشوری و بین‌المللی در مجموع برندهٔ ۵ مدال طلا، ۱ مدال برنز شده‌است.